# Makena (elefant)
Makena   (Bioparc València, 9 de novembre de 2022) és una elefanta africana nascuda al Bioparc València. És el primer elefant nascut al Bioparc i al País Valencià.
L'elefanta va nàixer el dia 653 d'embaràs, és a dir, després de 21 mesos i mig de gestació; la mare, Matla, va ser inseminada el gener el 2021 per un equip de tècnics alemanys amb semen d'un mascle salvatge. Aquesta operació es va realitzar com a part del Programa Europeu de Conservació de l'Elefant Africà, després que l'any anterior la Unió Internacional per a la Conservació de la Naturalesa va catalogar aquesta espècie com en perill d'extinció. El 9 de novembre del 2022 entre la 1:00 i la 1:30 Matla va començar a tindre contraccions i a les 4:20 va donar a llum. El part es va produir naturalment sense complicacions i amb una gran expectació de l'equip del zoo.
El 28 del mateix mes es va obrir una votació per triar el seu nom, de la qual va sortir guanyador Makena, que vol dir "la que és feliç" en l'idioma kikuiu.